# Schwendi

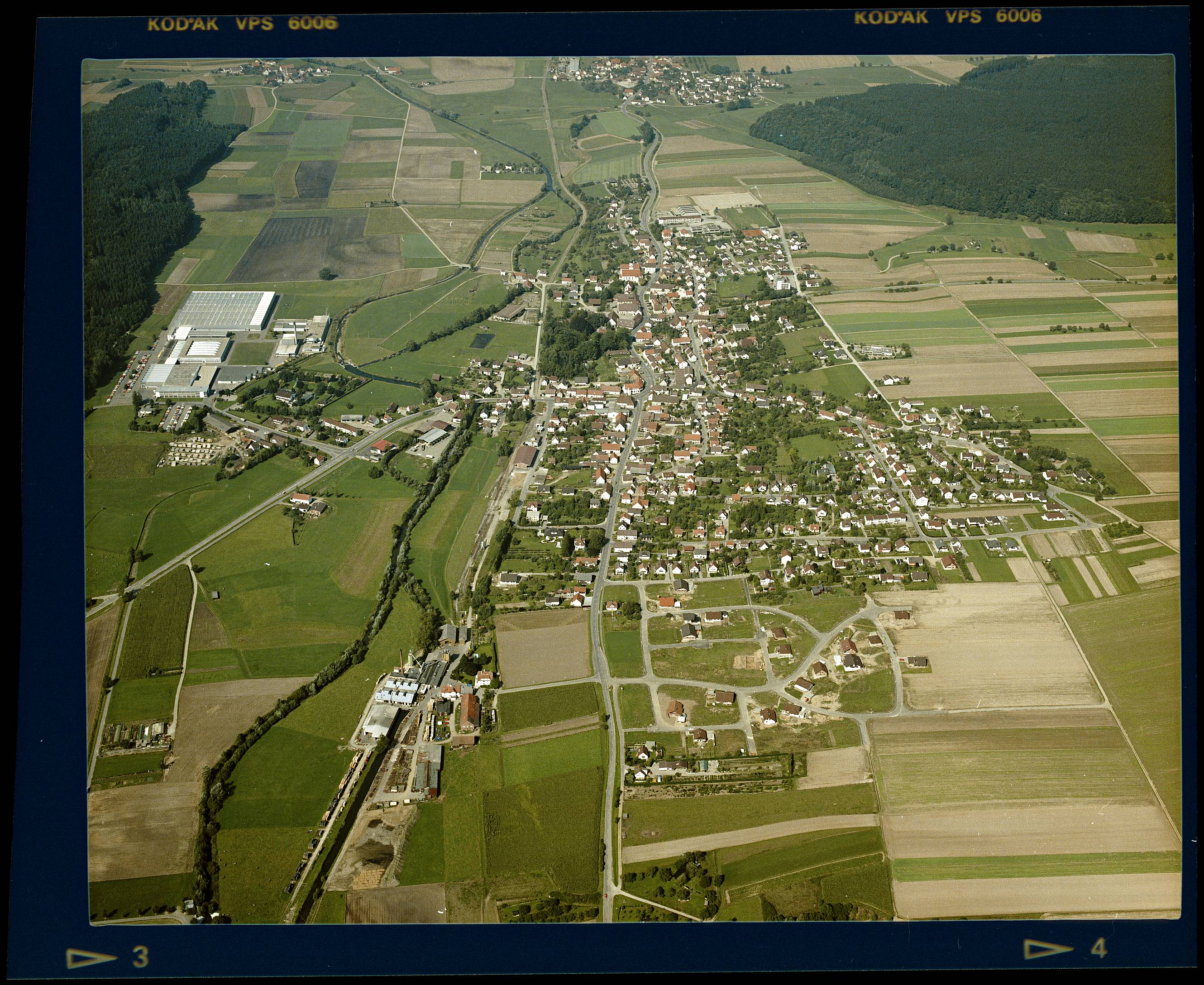
Luftbild von Schwendi (1984)

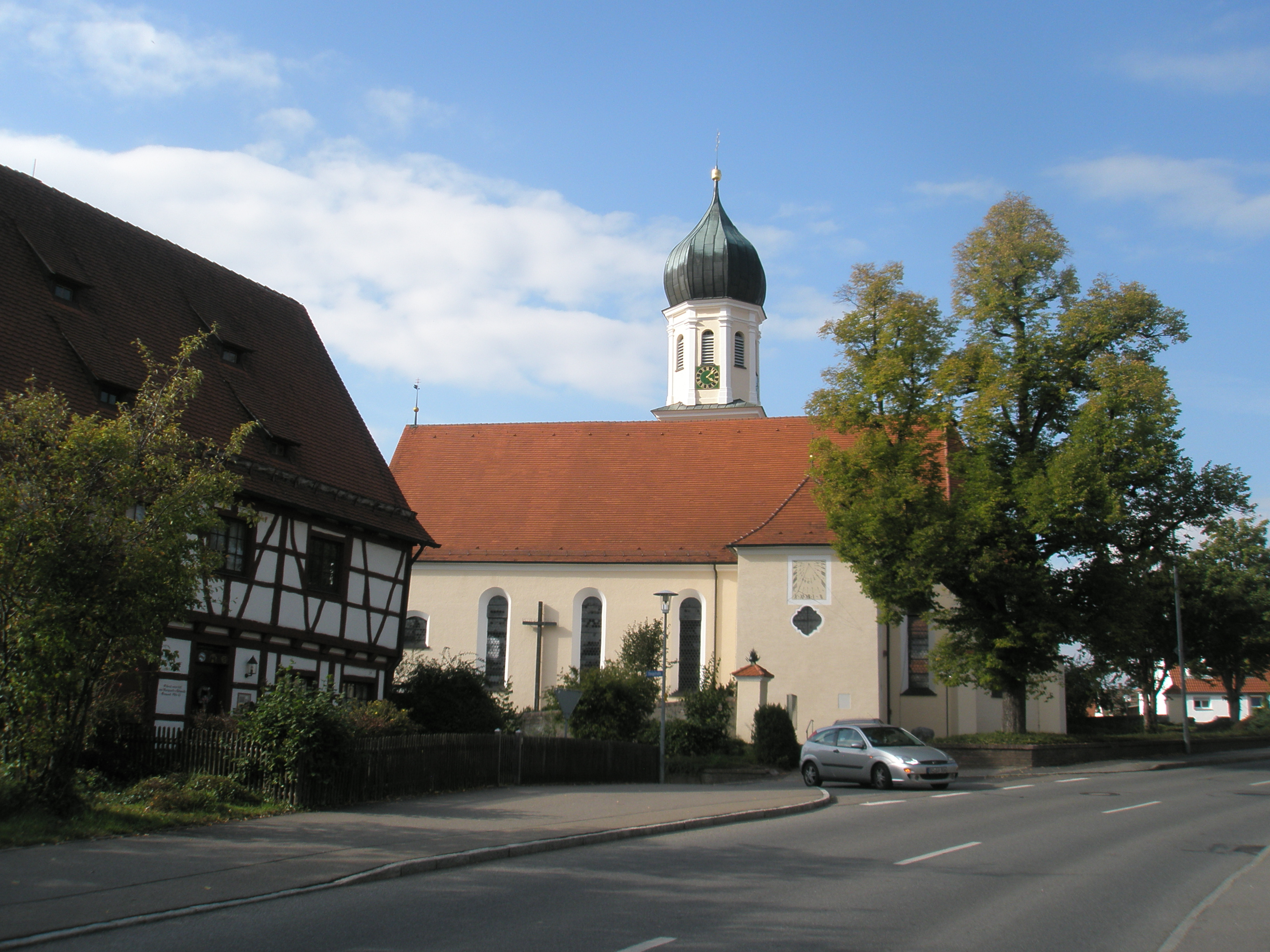
Kirche und Pfarrhaus in Schwendi

Schwendi ist eine Gemeinde im oberschwäbischen Landkreis Biberach in Baden-Württemberg.

## Geographie

### Lage
Die Gemeinde Schwendi liegt im mittleren Tal der Rot, etwa 20 Kilometer nördlich der Kreisstadt Biberach an der Riß und etwa 30 Kilometer südlich von Ulm.
Die nächsten Städte sind Illertissen (12 Kilometer östlich), Laupheim (12 Kilometer nordwestlich), Biberach (20 Kilometer südwestlich) und Ochsenhausen (14 Kilometer südlich), die nächste Großstadt, Ulm, liegt 30 Kilometer nördlich.

### Gemeindegliederung
Die sechs Ortsteile der Gemeinde sind Schwendi, Bußmannshausen, Großschafhausen, Orsenhausen, Schönebürg und Sießen im Wald mit Hörenhausen und Weihungszell.

### Nachbargemeinden
Von Norden beginnend grenzt Schwendi an die Gemeinden Burgrieden, Schnürpflingen im Alb-Donau-Kreis, Dietenheim, Wain, Balzheim, Gutenzell-Hürbel, Maselheim, Mietingen und die Stadt Laupheim.

### Schutzgebiete
Im Süden hat Schwendi einen kleinen Anteil am Landschaftsschutzgebiet „Iller-Rottal“ und westlich von Hochdorf am Landschaftsschutzgebiet „Reichenbachtal“.
Durch Schwendi fließt die Rot, welche Teil des FFH-Gebiets „Rot, Bellamonter Rottum und Dürnach“ ist. Am Laupheimer Haldengraben liegt zudem ein Teilgebiet des FFH-Gebiets „Donau zwischen Munderkingen und Ulm und nördliche Iller“.

## Geschichte

### Mittelalter

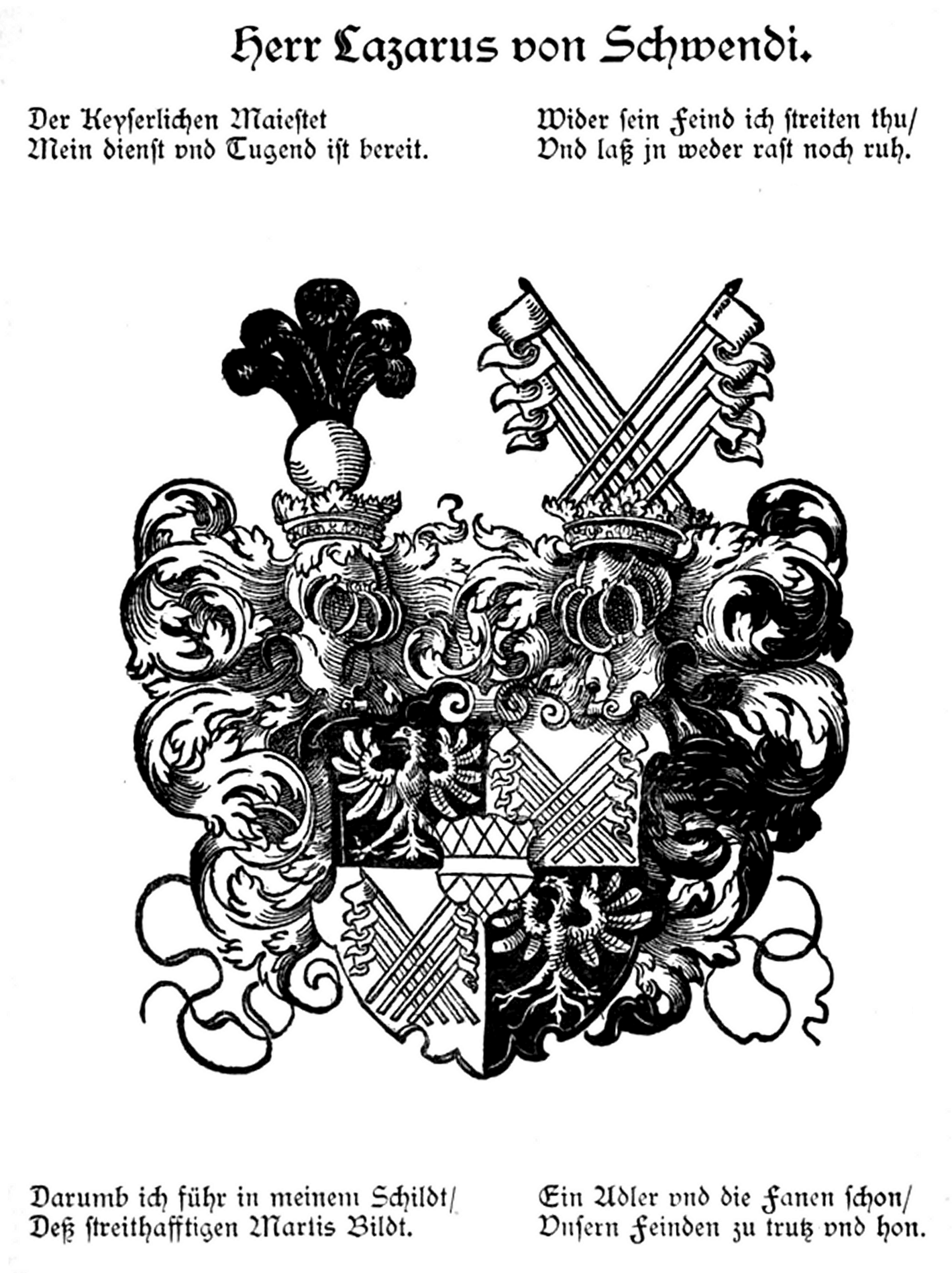
Wappen des Lazarus von Schwendi

Die Herren von Schwendi wurden erstmals erwähnt in einer Urkunde des Klosters Ochsenhausen von 1128.
Schwendi war im ausgehenden Mittelalter vom 14. bis ins 16. Jahrhundert ein kleines Dorf mit etwa 200 Einwohnern.

### Frühe Neuzeit
Ab dem Jahr 1552 hatte Schwendi das Recht, Wochen- und Jahrmärkte abzuhalten, was den wirtschaftlichen Aufschwung beförderte. Zudem erwarben die Herren von Schwendi 1552 die Hohe Gerichtsbarkeit und somit die Unabhängigkeit von auswärtigen Gerichtsorten. Neben der Landwirtschaft war jahrhundertelang die Weberei eines der wichtigsten Gewerbe. Daran erinnert die 1663 gegründete Weberzunft.
Das Schwendier Adelsgeschlecht starb im 17. Jahrhundert aus. Mit der Hochzeit der Johanna von Schwendi mit dem Grafen Franz Albrecht von Oettingen-Spielberg ging die Herrschaft Schwendi-Großschafhausen an das Haus Oettingen-Spielberg über. Nach dem Frieden von Pressburg fiel Schwendi 1806 an das Königreich Bayern.

### Württembergische Zeit
1810 wurde Schwendi auf Grund des Grenzvertrags von 1810 von Bayern an das Königreich Württemberg abgetreten und dem Oberamt Wiblingen unterstellt.
Im Jahr 1820 erwarb der protestantische Bankier Johann Gottlieb Freiherr von Süßkind aus Augsburg die Liegenschaften der Standesherrschaft des Hauses Oettingen am Ort. Dessen Sohn Max-Theodor erbaute 1850 das Schloss, das seine Nachfahren bis heute besitzen.
Die Verwaltungsreform während der NS-Zeit in Württemberg führte 1938 zur Zugehörigkeit zum Landkreis Biberach.

### Nachkriegszeit
Nach dem Zweiten Weltkrieg wurde der Ort Teil der Französischen Besatzungszone und erfuhr somit 1945 die Zuordnung zum neu gegründeten Land Württemberg-Hohenzollern, das 1952 im Land Baden-Württemberg aufging.
In der Nachkriegszeit setzte ein umfassender Strukturwandel ein. Aus dem Bauerndorf wurde ein von der Industrie geprägter Ort. Dazu trug vor allem das von Max Weishaupt gegründete Familienunternehmen bei, das sich auf die Produktion von Öl- und Gasfeuerungen spezialisiert hat. Heute zählt die Weishaupt GmbH weltweit 3000 Mitarbeiter, davon knapp 1000 in ihrem Schwendier Hauptwerk. Das heutige Gebiet der Gemeinde geht auf die Gemeindereform in den 1970er Jahren zurück.

### Eingemeindungen
- 1. Januar 1972: Großschafhausen und Sießen im Wald mit Weihungszell[3]
- 1. April 1972: Schönebürg[3]
- 1. November 1974: Orsenhausen[3]
- 1. Januar 1975: Bußmannshausen[3]

### Bevölkerungsentwicklung
Die Einwohnerzahlen entsprechen dem jeweiligen Gebietsstand bis 1970 und ohne die heute zugehörigen Ortsteile. Sie sind Volkszählungsergebnisse oder amtliche Fortschreibungen mit Archivierungen des LEO-BW-Online-Informationssystems für Baden-Württemberg.
| Jahr      | 1852 | 1871 | 1880 | 1890 | 1900 | 1910 | 1925 | 1933 | 1939 | 1950 | 1956 | 1961 | 1970 |
| Einwohner | 949  | 1025 | 1098 | 1083 | 1030 | 1181 | 1190 | 1180 | 1097 | 1502 | 1494 | 1669 | 1861 |

## Politik

### Gemeinderat
Schwendi wählt den Gemeinderat nach dem Verfahren der unechten Teilortswahl. Die Zahl der Gemeinderäte kann durch Überhangmandate variieren. Der Gemeinderat besteht aus den 17 gewählten ehrenamtlichen Gemeinderäten und dem stimmberechtigten Bürgermeister als seinem Vorsitzenden. Die Kommunalwahl am 9. Juni 2024 führte zu folgendem Ergebnis. Die Wahlbeteiligung betrug 62,12 %.
| Partei / Liste                             | Sitze   | Stimmenanteil | Ergebnis 2019    |
| ------------------------------------------ | ------- | ------------- | ---------------- |
| Freie Wählervereinigung Schwendi           | 7 Sitze | 44,07 %       | 7 Sitze, 43,67 % |
| CDU                                        | 6 Sitze | 33,75 %       | 5 Sitze, 28,45 % |
| Unabhängiges Bündnis-ökologisch und sozial | 4 Sitze | 22,18 %       | 4 Sitze, 27,88 % |

### Wappen
| Wappen der Gemeinde Schwendi | Blasonierung: „In einem von Blau und Silber (Weiß) gevierten Schild eine schräglinke silberne (weiße) Raute.“ |
| Wappen der Gemeinde Schwendi | Wappenbegründung: Freiherr Franz von und zu Schwendi verlieh dem Gericht Schwendi am 24. Oktober 1659 das obige Wappen, dessen Farben samt der Raute von seinem Stammwappen abgeleitet sind. Dieses Wappen war noch 1925 im Schultheißenamtssiegel zu sehen, wurde aber danach durch das vollständige Schildbild der Herren von Schwendi ersetzt, das in Blau einen oben und unten von silbernen Rauten begleiteten goldenen Balken zeigt. Erst im Jahre 1965 griff die Gemeinde wieder auf ihr ursprüngliches Wappen zurück, das ihr vom Innenministerium am 12. Juli 1965 zusammen mit der Flagge verliehen wurde. |

Wappen der ehemals eigenständigen Gemeinden

Bußmannshausen
Großschafhausen
Orsenhausen
Schönebürg
Sießen im Wald

## Wirtschaft und Infrastruktur

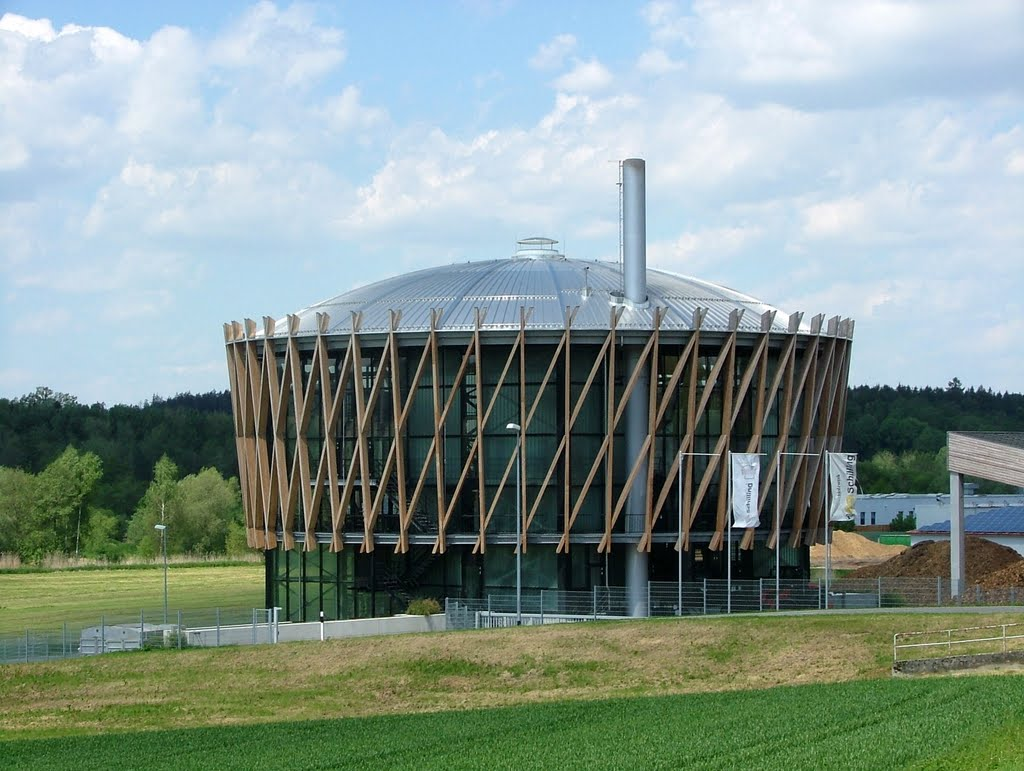
Biomassewerk Schwendi von Matteo Thun

Seit 1992 ist in Schwendi der Verband Deutscher Werkzeug- und Formenbauer (VDWF e. V.) als bundesweiter Branchenverband der Werkzeugbaubetriebe registriert.

### Verkehr
Von 1904 bis 1971 (Güterverkehr bis 1984) existierte eine 16,2 Kilometer lange Nebenbahn (Rottalmolle) vom Bahnhof Laupheim-West nach Schwendi über Laupheim Stadtbahnhof, Achstetten-Bronnen, Burgrieden, Burgrieden-Rot, Schwendi-Orsenhausen und Schwendi-Großschafhausen. Diese wurde um 1990 abgebaut, lediglich das verbliebene Reststück von Laupheim West nach Laupheim Stadt existiert noch. Siehe dazu auch den Spezialartikel Bahnstrecke Laupheim West–Schwendi.
Schwendi liegt etwa zehn Kilometer von der Bundesstraße 30 (Ulm–Friedrichshafen) entfernt (Ausfahrt Laupheim Nord/Achstetten).
Durch den Ortsteil Schönebürg führt als Landes-Radfernweg der Oberschwaben-Allgäu-Radweg. Er ist eine Rundstrecke über Ulm und Tettnang. Im Tal der Rottum verläuft er von Laupheim über Mietingen nach Schönebürg und weiter nach Ochsenhausen, über dessen Ortsteil Reinstetten.

### Ortsansässige Unternehmen
Bedeutendster Gewerbebetrieb ist die Weishaupt GmbH (Brenner und Heiztechnik). Weitere Betriebe sind:
- Brunnenverwaltung Bad Dietenbronn mit dem natürlichen Mineralwasser unter dem Handelsnamen Dietenbronner
- HAM Präzision mit über 600 Mitarbeitern in verschiedenen Zweigwerken
- SÜDPACK Verpackungen GmbH & Co. KG
- Bräuer Fenster Bf Fensterbau GmbH
- BUNZ bauart GmbH
- Schenk & Schmid Werkzeugbau GmbH
- Scheplast GmbH

### Bildungseinrichtungen
In der Gemeinde Schwendi gibt es neben der Max-Weishaupt-Realschule eine Außenstelle der Werkrealschule Mietingen/Schwendi und vier Grundschulen.

## Sport- und Kulturvereine
- Fischereiverein Schwendi
- Reit- und Fahrverein Schwendi
- Sportfreunde Schwendi
- Musikverein "Rota" Schwendi
- Musikverein Vocal Dream e. V.
- Jugendgruppe Kolpingsfamilie Schwendi
- Freiwillige Feuerwehr Schwendi
- Jugendfeuerwehr Schwendi-Wain
- Allgemeiner Deutscher Rottweiler Club, BG Schwendi e. V.
- Arbeiterwohlfahrt Schwendi
- Deutsche Parkinson Vereinigung e. V. Regionalgruppe Schwendi-Dietenbronn
- DRK Schwendi
- Förderverein der Grundschule Schwendi e. V.
- Förderverein der Max-Weishaupt-Realschule Schwendi
- Verein Hegering Schwendi
- Heimatkundlicher Verein Schwendi e. V.
- Hütte Schwendi e. V.
- Narrenzunft Schwendi
- Schwäbischer Albverein Schwendi

## Bauwerke

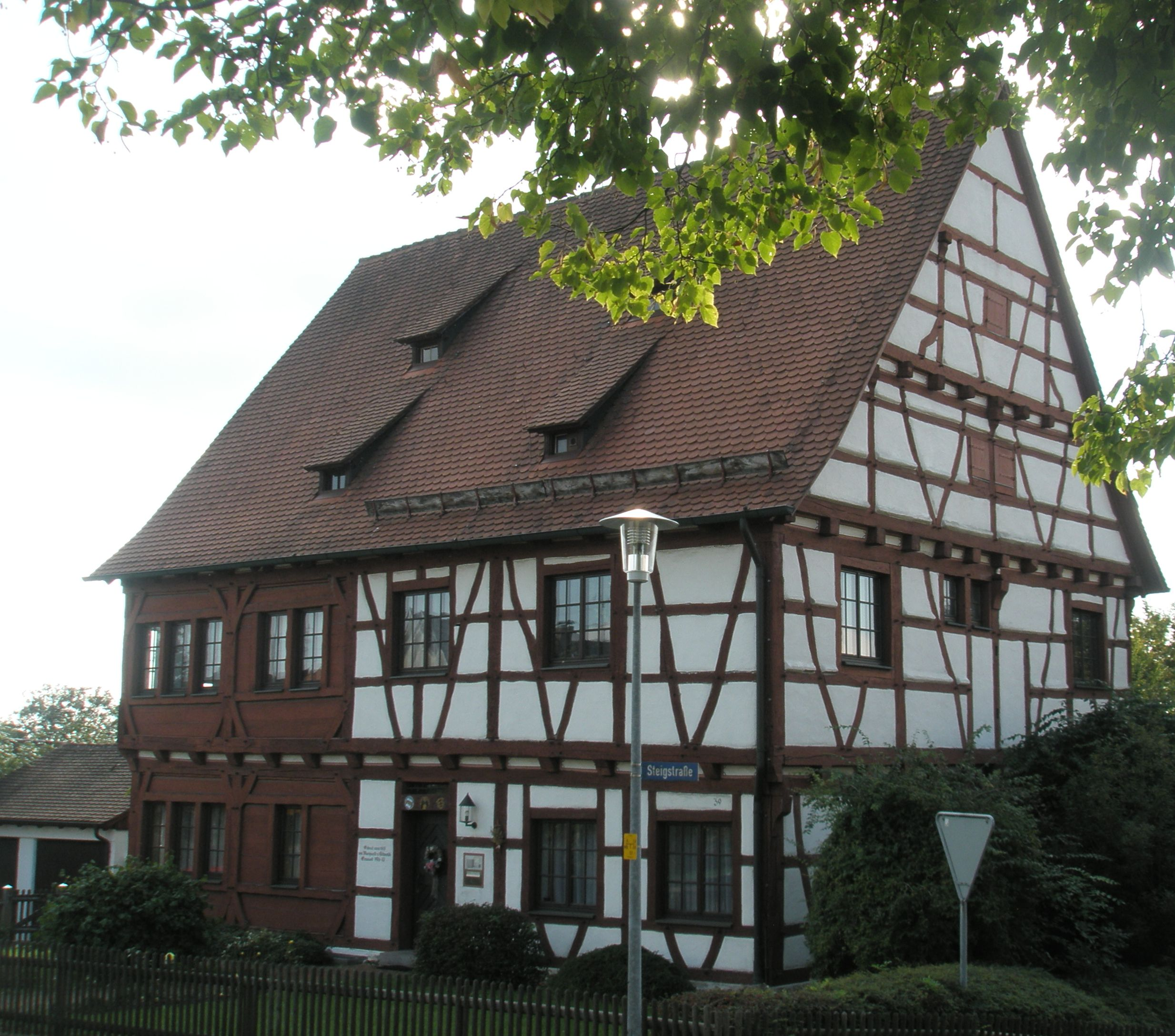
Das Pfarrhaus aus dem Jahr 1551

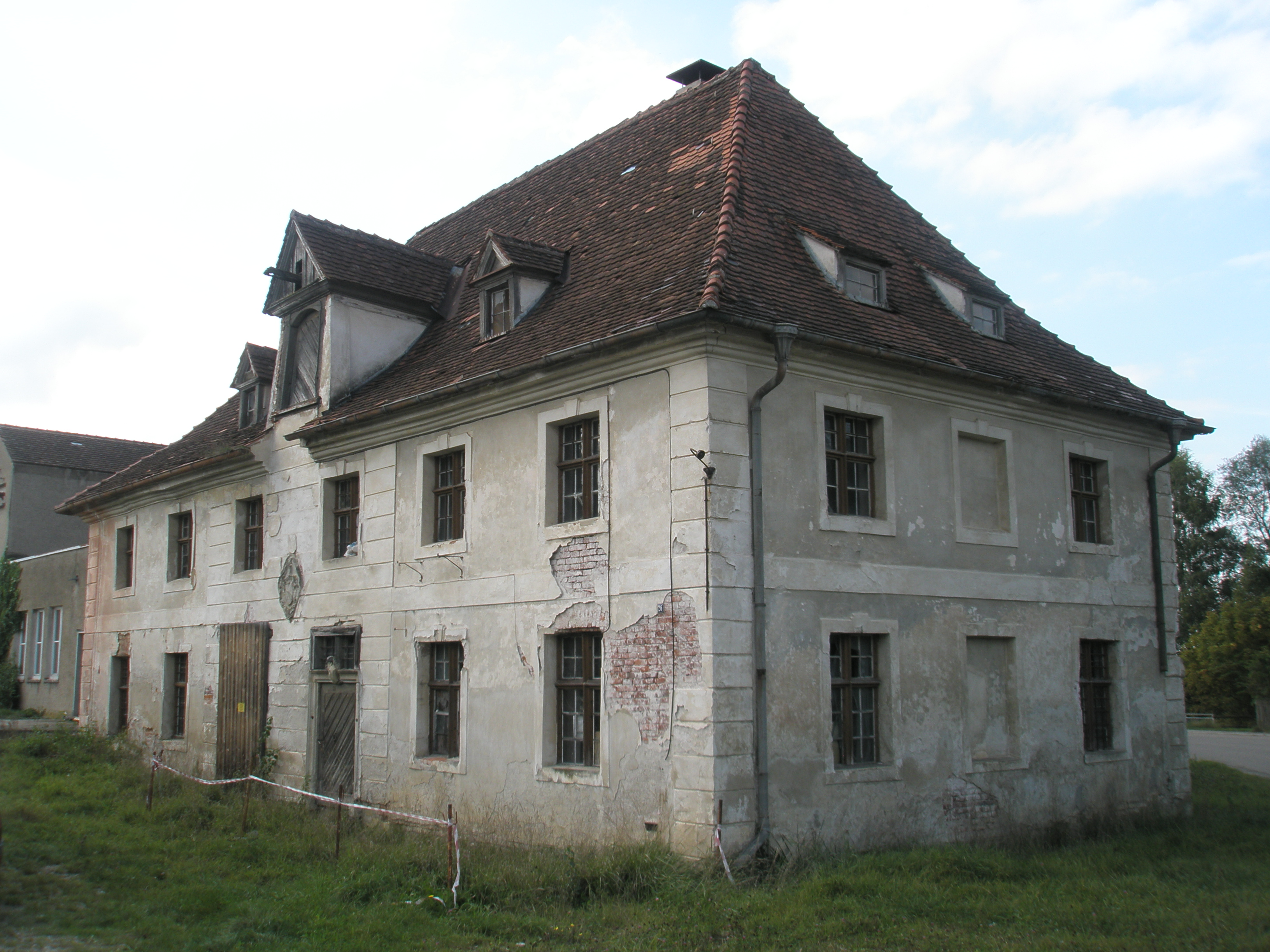
Die marode Schlossmühle aus dem Jahr 1743

- Die Pfarrkirche St. Stephanus wurde 1561 erbaut und 1724 durch die Herren von Oettingen-Spielberg barockisiert. Die Kirche ist Station an der Oberschwäbischen Barockstraße.
- Die spätgotische St.-Anna-Kapelle mit einem Flügelaltar aus der Zeit um 1500 war ursprünglich die Pfarrkirche des Ortes.
- Das Pfarrhaus wurde 1551 vom Ortsherren Marquard von Schwendi als sein Wohnhaus erbaut. Das Fachwerkgebäude wurde in den 1970er-Jahren renoviert.
- Das Seniorenheim St. Josef in Weihungszell.
- Die Schlossmühle Schwendi wurde 1406 als Mahlmühle des Spitals der Reichsstadt Ulm erwähnt. Das heutige Bauwerk aus dem Jahr 1734 ist seit Jahrzehnten in einem baufälligen Zustand. Es ist Station an der Mühlenstraße Oberschwaben.
- Das Weishaupt-Forum ist ein preisgekröntes Firmengebäude des New Yorker Stararchitekten Richard Meier. Es wurde in den Jahren 1989 bis 1992 auf dem Werksgelände der Firma Weishaupt gebaut. Es dient als zentrales Schulungs-, Ausstellungs- und Sozialgebäude des Unternehmens (Besichtigung nur auf Anfrage).
- Das Biomasse-Kraftwerk-Schilling wurde vom Architekten Matteo Thun entworfen und 2008 fertiggestellt.
- Schwendi hat Überreste verschiedener Burgen, siehe auch Burg Großschafhausen, Burg Großschafhausen (Bergmahd), Burgrest Schwendi, Burg Weihungszell
- Das Schloss Schwendi wurde im 12. Jahrhundert für die Adelsfamilie von Schwendi erbaut. 1525 wurde es während des Deutschen Bauernkrieges zerstört und 1547 erfolgte der Wiederaufbau. Nach dem Abriss im Jahr 1804 erfolgte zwischen 1852 und 1853 die Errichtung eines Neubaus.

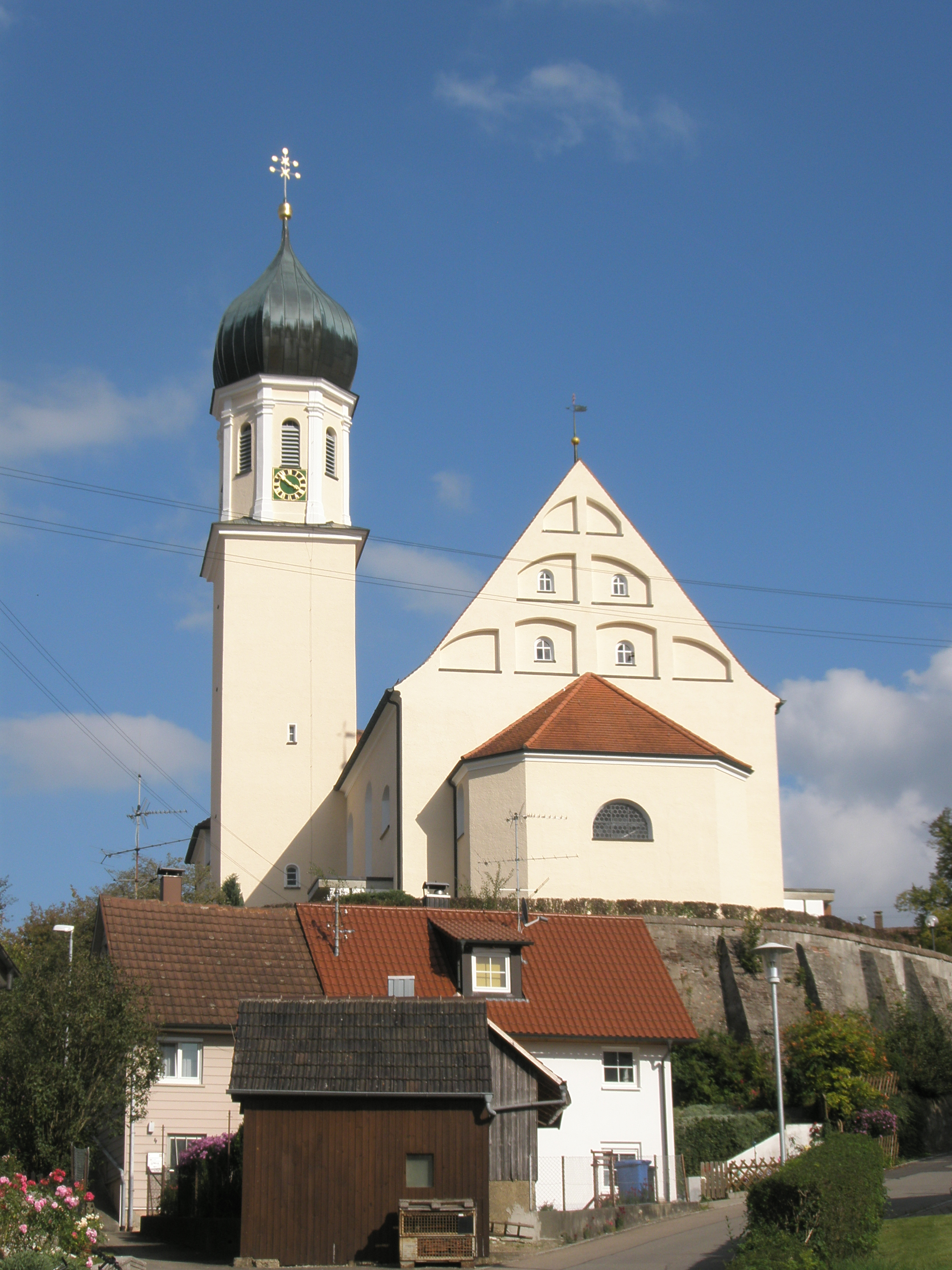
Pfarrkirche St. Stephanus
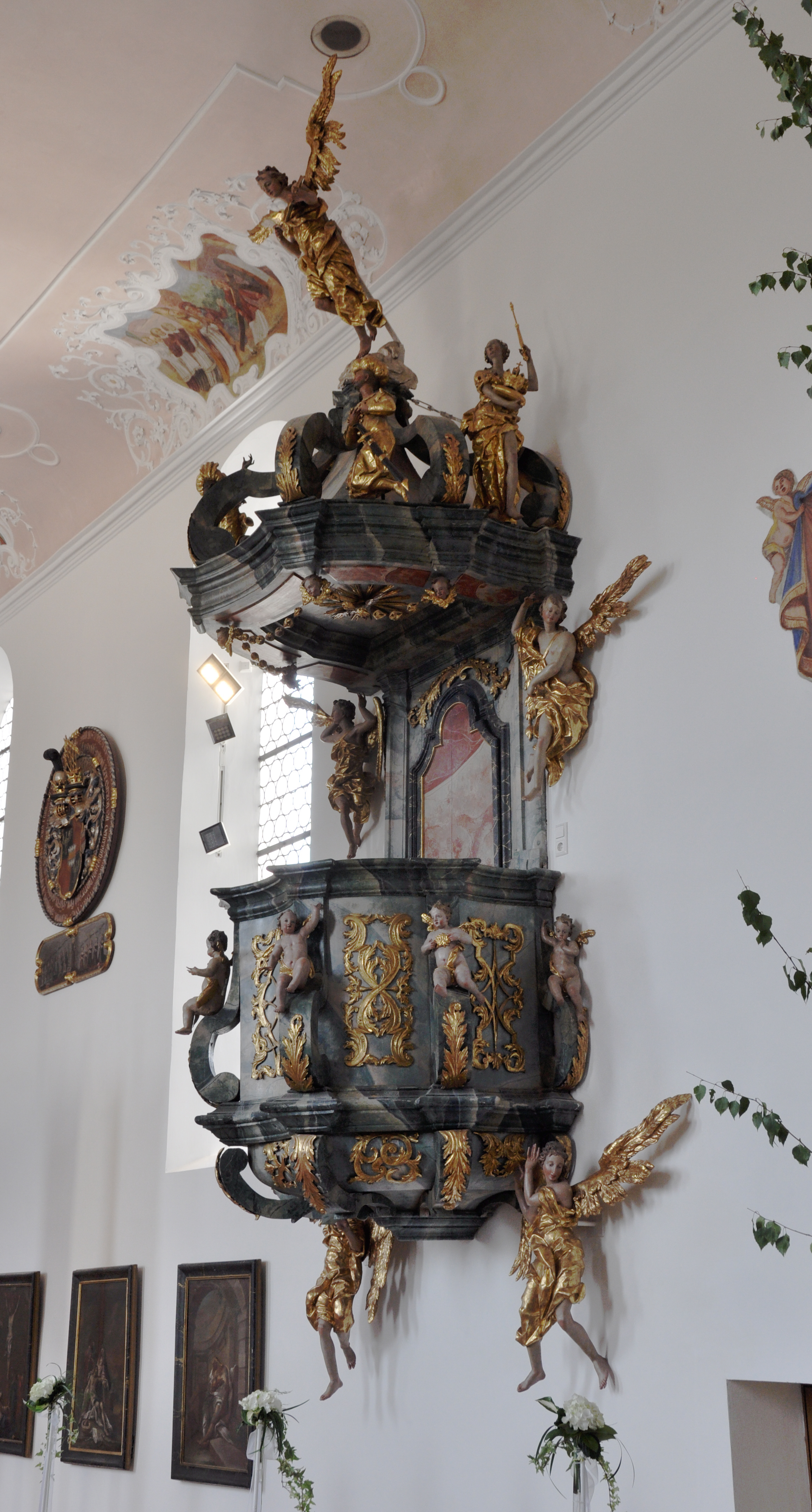
Kanzel in der Pfarrkirche St. Stephanus
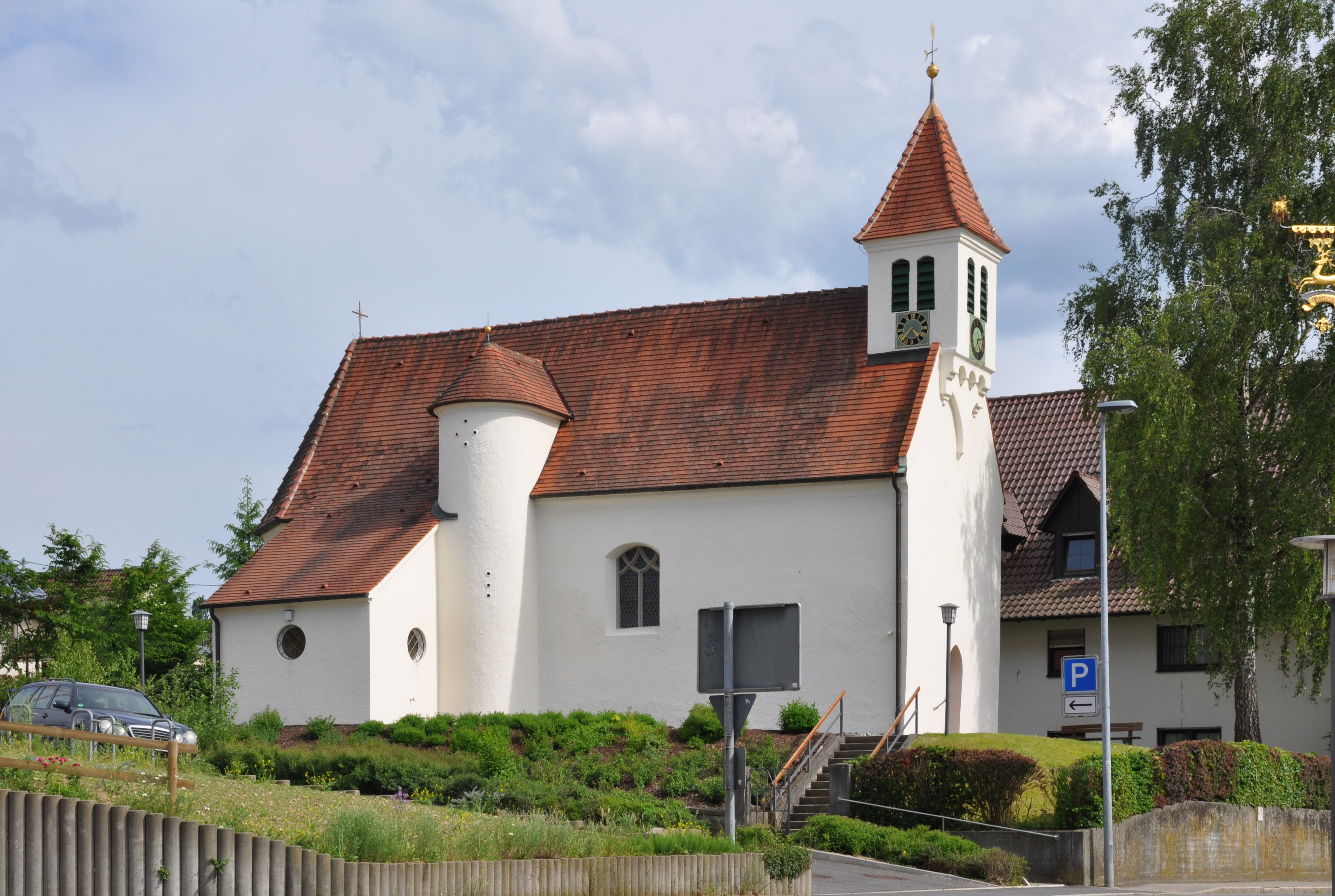
St.-Anna-Kapelle
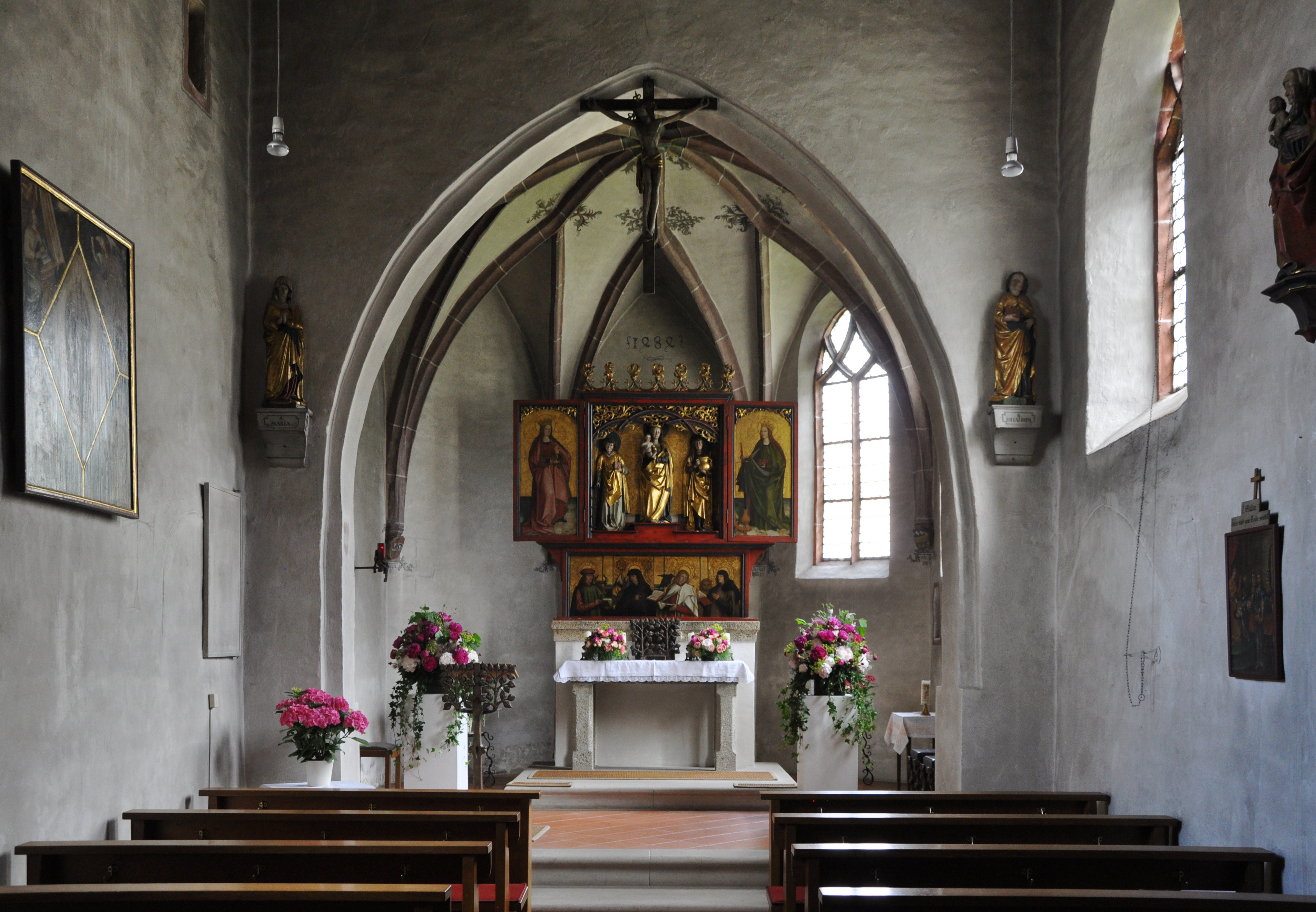
Blick zum Altar in der St.-Anna-Kapelle
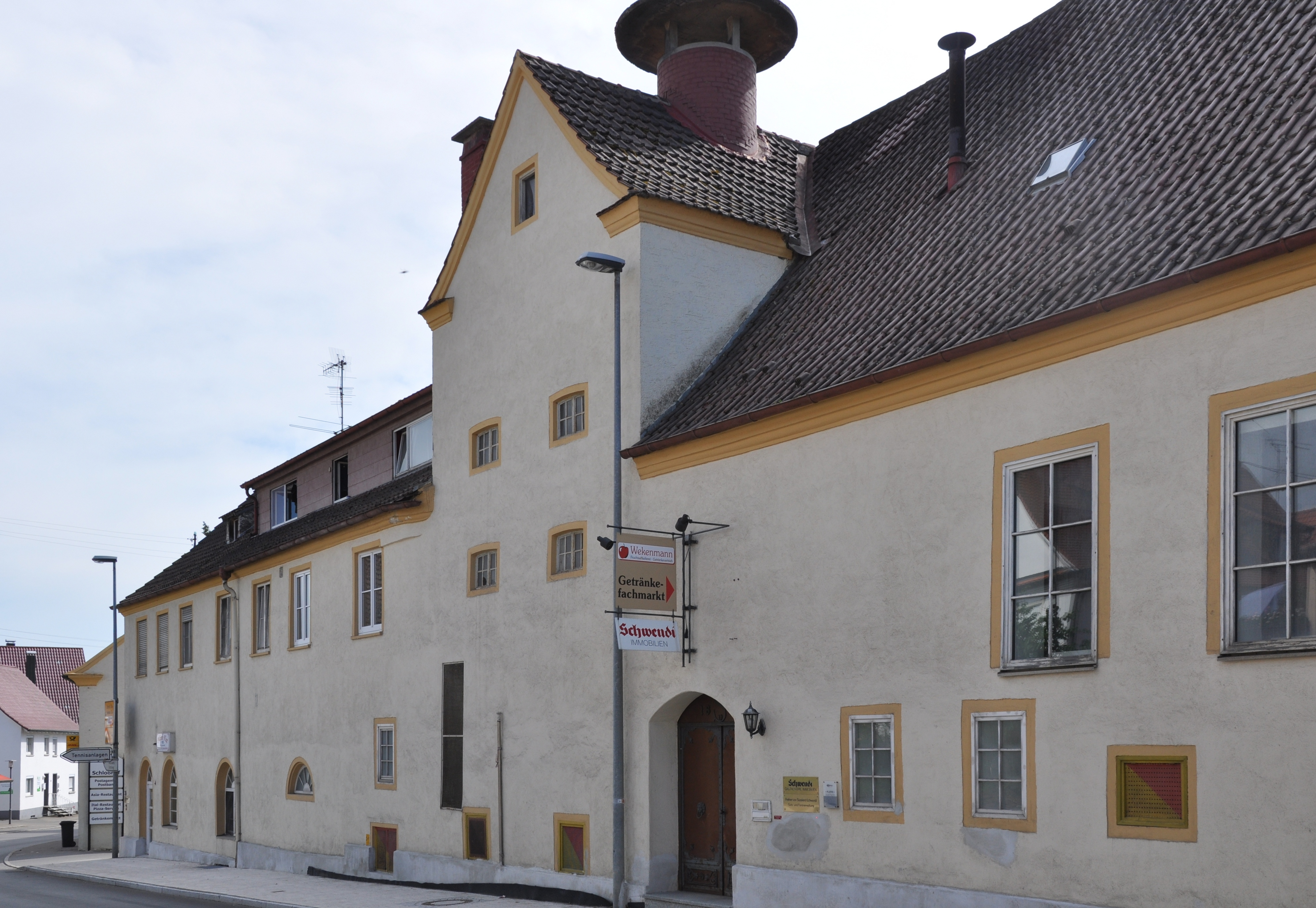
Schlosshof
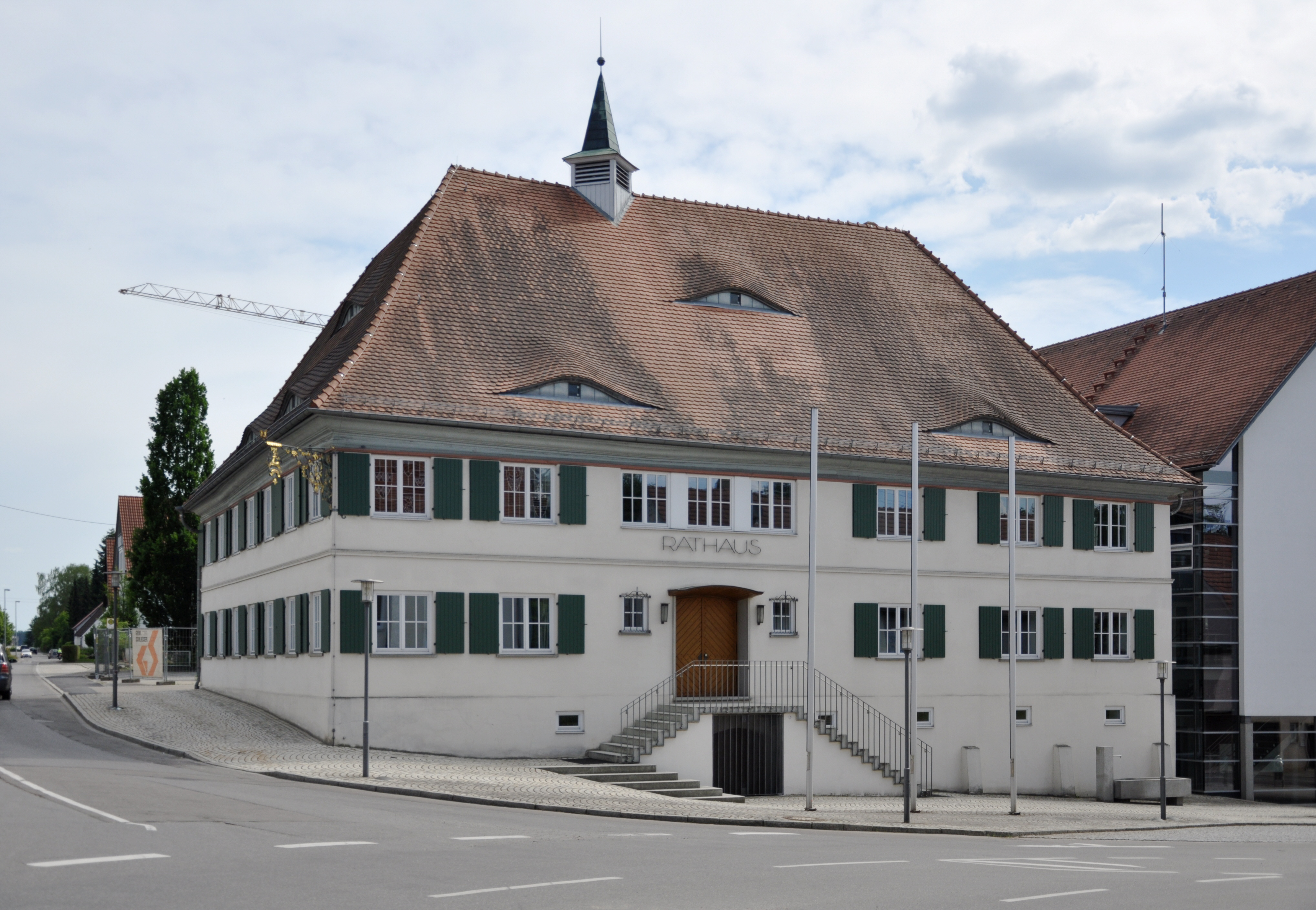
Rathaus
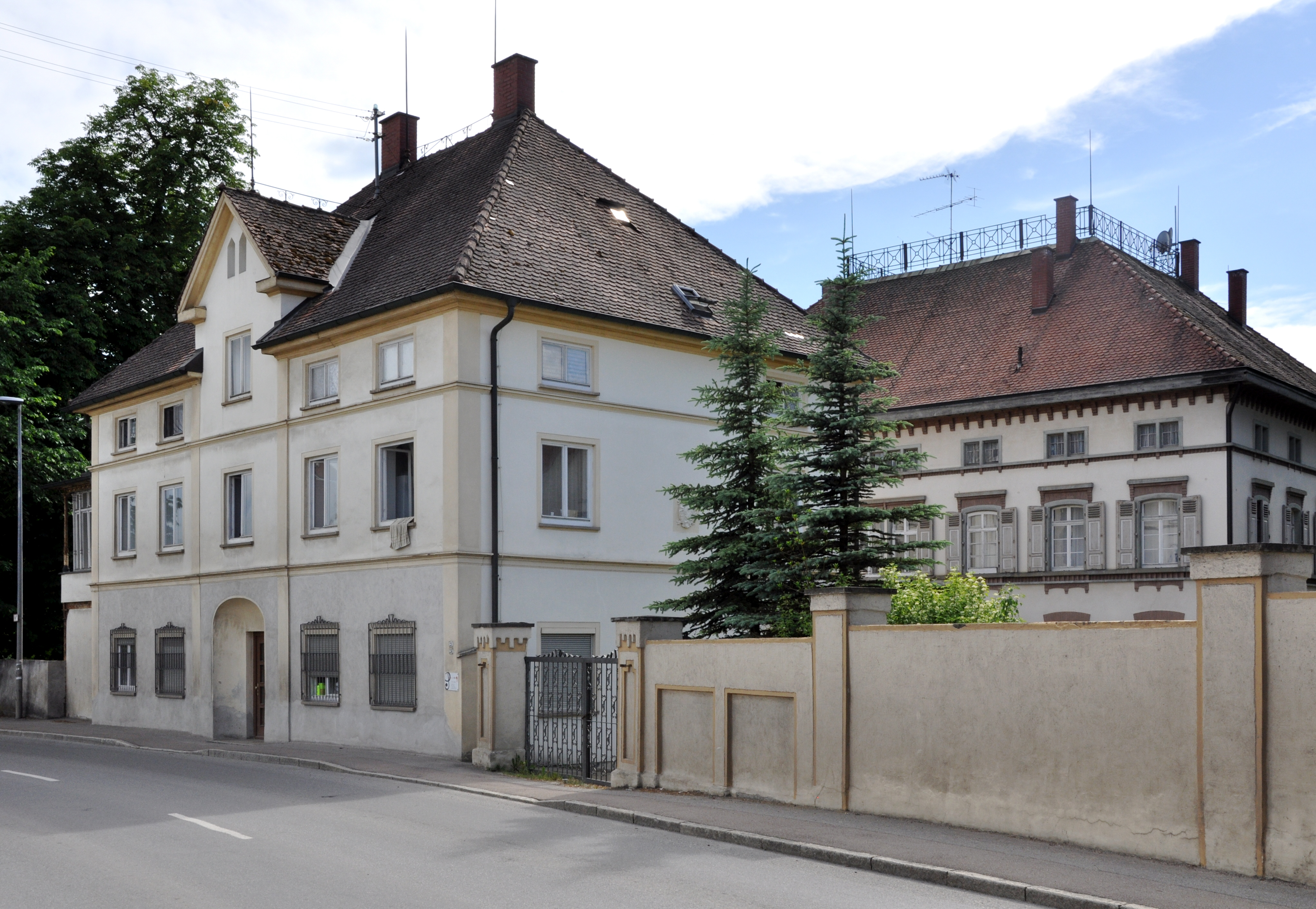
Kleines Schloss mit Neubau im Hintergrund
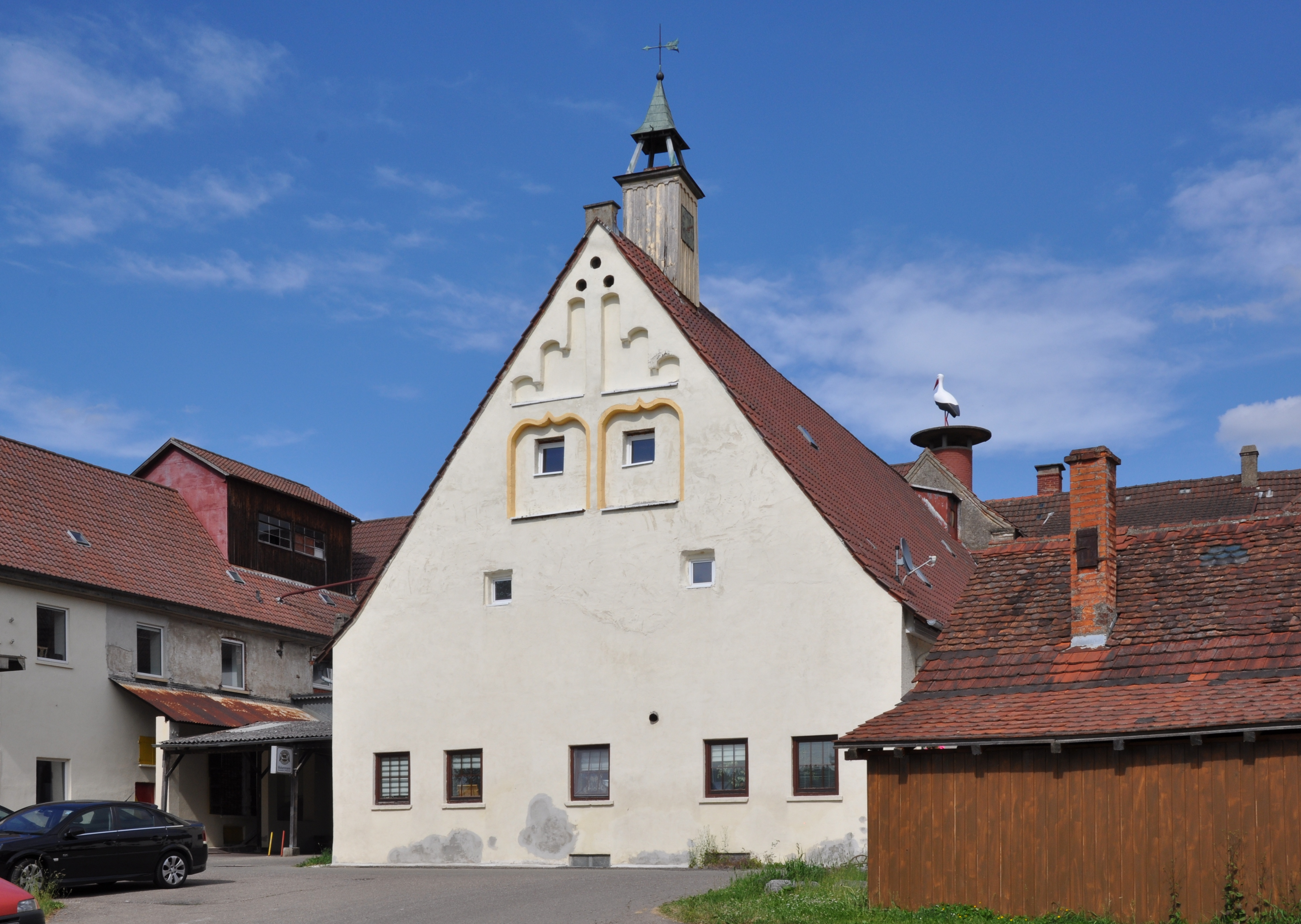
„Bonzenbau“ aus dem 16. Jahrhundert
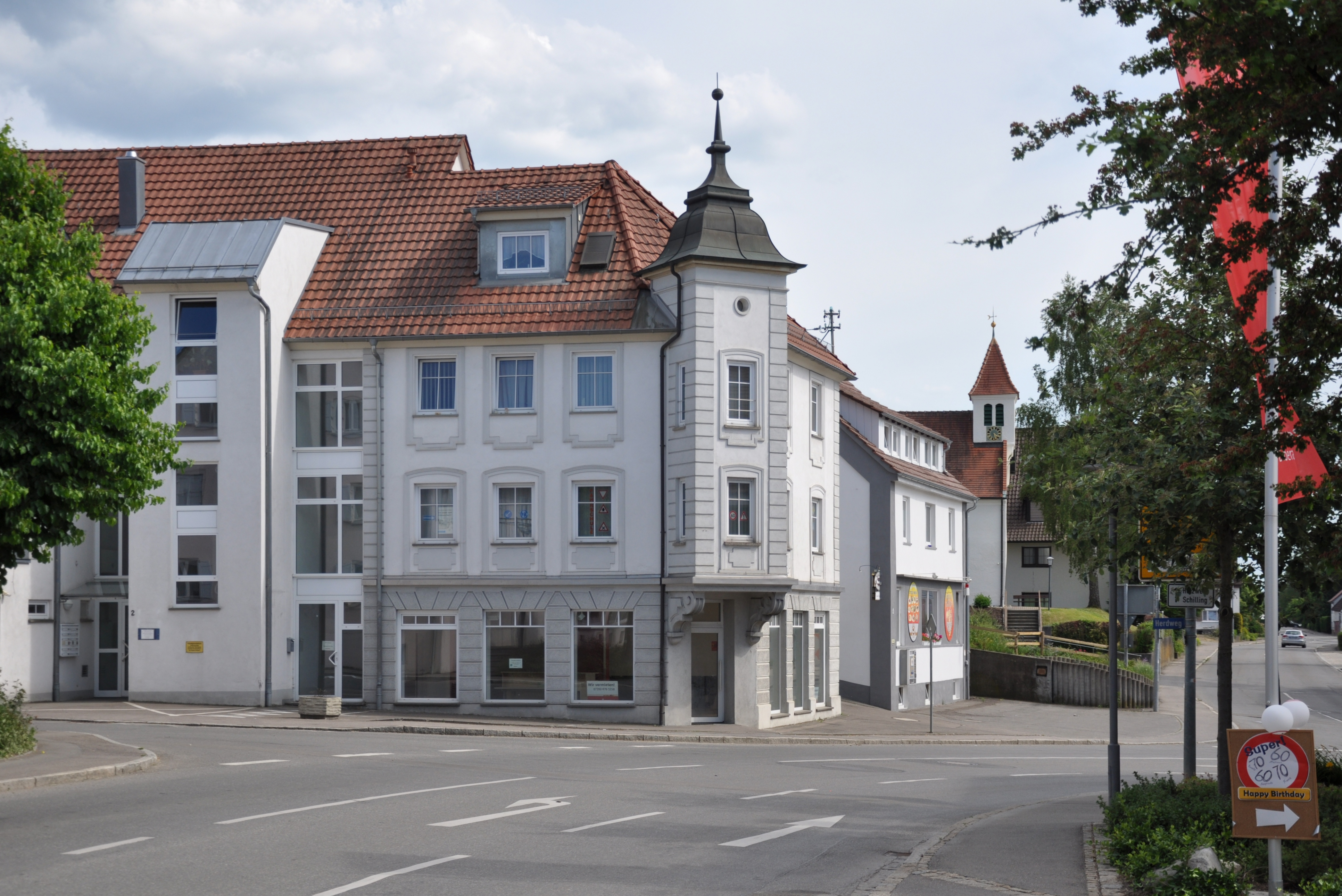
Eckhaus am Herdweg

## Persönlichkeiten
- Lazarus von Schwendi (1522–1583), Diplomat, Staatsmann und kaiserlicher General
- Ignaz von Jaumann (1778–1862), Domdekan und Altertumsforscher; von 1803 bis 1805 Schlosskaplan in Schwendi, von 1805 bis 1814 Pfarrer von Großschafhausen
- Hermann Georg Knapp (1828–1890), Mundartdichter
- Richard von Süßkind-Schwendi (1854–1946), preußischer General der Infanterie
- Franz Springer (1881–1950), Komponist und Dirigent
- Max Springer (1877–1954), Organist, Komponist, Musikpädagoge.
- Max Hammer (1884–1973), Maler, Restaurator und Autor des Heimatbuches der Gemeinde Schwendi
- Max Weishaupt (1908–1982), Unternehmer
- Alfons Auer (1915–2005), Professor für Moraltheologie, Ehrenbürger von Schönebürg, Gemeinde Schwendi
- Siegfried Rundel (1940–2009), Komponist und Unternehmer (Blasmusikverlag in Rot an der Rot)
- Edgar Grande (* 1956), Politikwissenschaftler